# Rolf Scherrer
Rolf Scherrer (ur. 24 maja 1972) – szwajcarski zapaśnik walczący w  stylu klasycznym. Dwukrotny olimpijczyk. Zajął dziesiąte miejsce w Sydney 2000 i szesnaste w Atenach 2004. Walczył w kategorii 96-98 kg. Siedem razy brał udział w mistrzostwach świata a jego najlepszy wynik to ósme miejsce w 2002. Ósmy zawodnik mistrzostw Europy w 1995 i 2005 roku. 
Jego siostrzeniec Samuel Scherrer jest również zapaśnikiem, medalistą mistrzostw Europy w 2020 roku.
- Turniej w Sydney 2000

Pokonał Turka Ahmeta Doğu a przegrał z Irańczykiem Ali Rezą Hejdarim
- Turniej w Atenach 2004[3].

Przegrał z Ukraińcem Wadymem Tasojewem i Rosjaninem Chadżymuratem Gacałowem.